# Marcel Tisserand
Marcel Tisserand (Meaux, 10 januari 1993) is een Frans-Congolees voetballer die doorgaans als centrale verdediger speelt, maar ook op de backposities uit de voeten kan. Hij verruilde VfL Wolfsburg in 2020 voor Fenerbahçe. Tisserand debuteerde in 2016 in het Congolees voetbalelftal.

## Clubcarrière
Tisserand komt uit de jeugdacademie van AS Monaco. Hiervoor debuteerde hij op 10 augustus 2013, op de openingsspeeldag van het seizoen 2013/14 in de Ligue 1, tegen Girondins Bordeaux. Hij viel in de blessuretijd in voor Yannick Ferreira-Carrasco. 

## Clubstatistieken
| Seizoen | Club             | Land      | Competitie | Wed. | Doelp. |
| ------- | ---------------- | --------- | ---------- | ---- | ------ |
| 2013/14 | AS Monaco        | Frankrijk | Ligue 1    | 6    | 0      |
| 2013/14 | → RC Lens        | Frankrijk | Ligue 2    | 12   | 1      |
| 2014/15 | → Toulouse FC    | Frankrijk | Ligue 1    | 21   | 0      |
| 2015/16 | → Toulouse FC    | Frankrijk | Ligue 1    | 33   | 1      |
| 2016/17 | AS Monaco        | Frankrijk | Ligue 1    | 1    | 0      |
| 2016/17 | FC Ingolstadt 04 | Duitsland | Bundesliga | 28   | 0      |
| 2017/18 | → VfL Wolfsburg  | Duitsland | Bundesliga | 16   | 0      |
| 2018/19 | VfL Wolfsburg    | Duitsland | Bundesliga | 10   | 1      |
| 2019/20 | VfL Wolfsburg    | Duitsland | Bundesliga | 3    | 1      |
| Totaal  | Totaal           | Totaal    | Totaal     | 130  | 4      |

## Interlandcarrière
Tisserand speelde in 2012 twee wedstrijden voor Congo –19. In 2013 nam hij met Congo –20 deel aan het Toulon Espoirs-toernooi in Toulon. Tisserand debuteerde in 2016 in het voetbalelftal van Congo-Kinshasa. Hiermee nam hij deel aan het Afrikaans kampioenschap 2017 en het Afrikaans kampioenschap 2019.
1 Eğribayat ·
4 Söyüncü ·
5 Yüksek ·
6 Djiku ·
8 Yandaş ·
9 Džeko  ·
10 Tadić ·
13 Fred ·
16 Müldür ·
17 Kahveci ·
18 Kostić ·
19 En-Nesyri ·
21 Osayi-Samuel ·
22 Mercan ·
23 Tosun ·
24 Oosterwolde ·
33 Carlos ·
34 Amrabat ·
37 Škriniar ·
40 Livaković ·
50 Becão ·
53 Szymański ·
54 Çetin ·
70 Aydın ·
77 Mimović ·
94 Talisca ·
95 Akçiçek ·
97 Saint-Maximin ·
Coach: Mourinho